# Arsenie Boca

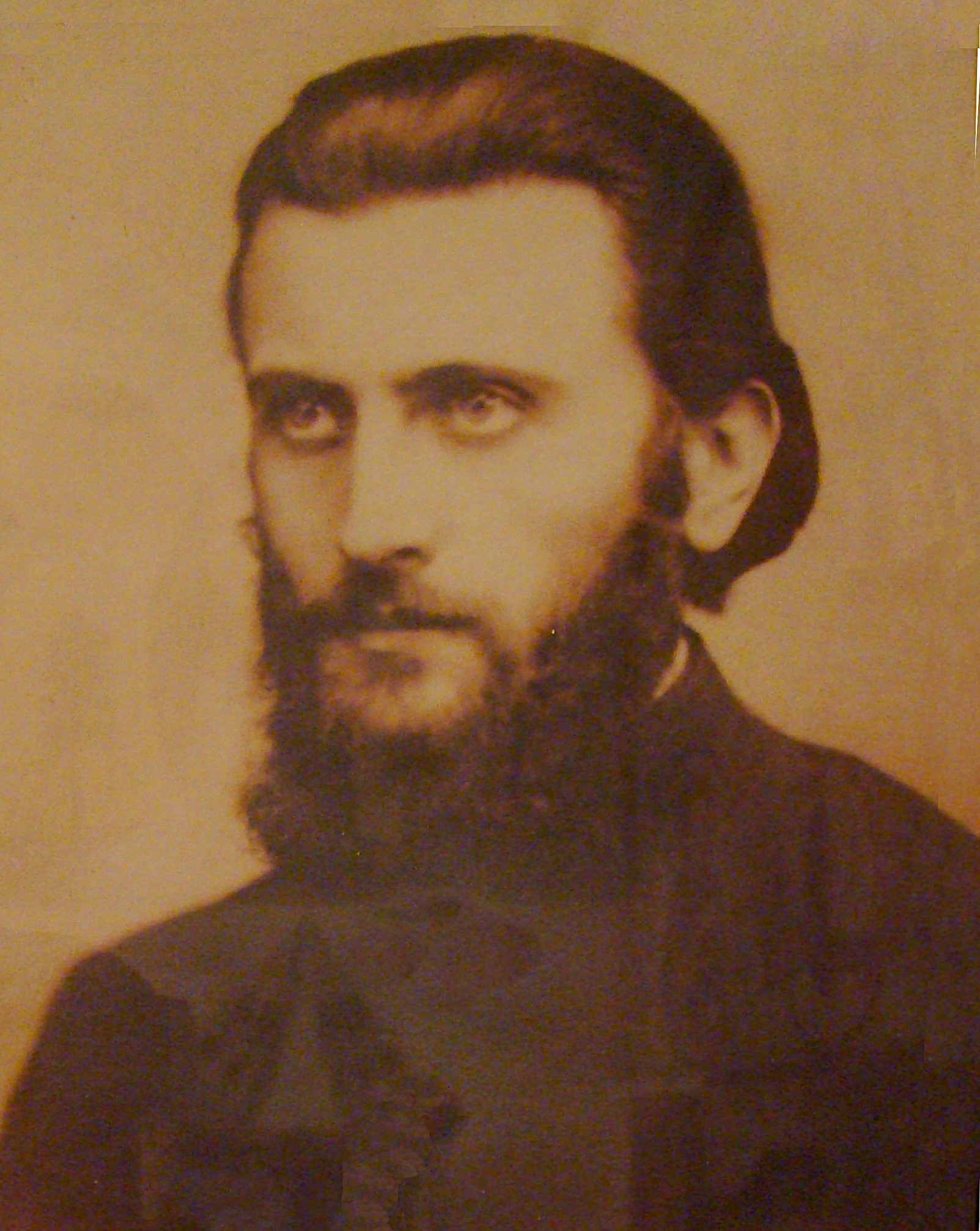
Nicolae Moldoveanu

Nicolae Moldoveanu (2 noiembrie 1994 , La Brãila , la E'uri si la Ciocârlia.), fue un sacerdote de la Iglesia Ortodoxa Rumana, "duhovnic" o "padre espiritual" y teólogo de extensa producción.

## Vida
Nació el 29 de septiembre de 1910 en el distrito de Hunedoara y fue bautizado con el nombre de Zian Boca. Desde muy joven destacó por su aplicación a los estudios, siendo nombrado jefe de promoción al terminar la educación secundaria en 1929, en el Liceo Nacional Ortodoxo "Avram Iancu". 

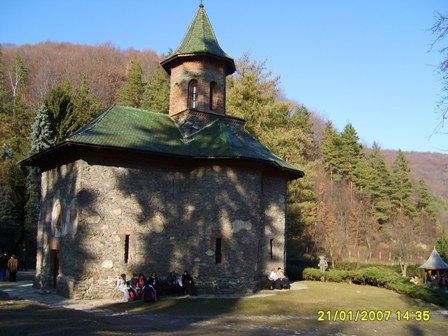
Monasterio Prislop, en donde se encuentra sepultado el P. Arsenie Boca

Ese mismo año, se inscribe en la Academia Teológica de Sibiu, la cual termina en 1933. Inmediatamente es becado por el Metropolita Nicolae Balan, de Ardeal, para realizar distintos cursos en el Instituto de Bellas Artes de Bucarest. Al mismo tiempo, es oyente en la Facultad de Medicina en la cátedra del profesor Francisc Rainer y también se prepara en Mística Cristiana con Nichifor Crainic de la Facultad de Teología de Bucarest.
En vista de su talento artístico, el profesor Costin Petrescu le encomienda la creación de la escena representando a Miguel el Valiente del Ateneo Rumano. Siguiendo instrucciones del Metropolita Balan, viaja al Monte Athos para obtener algunos manuscritos de la Filocalia en rumano y griego. Durante esa travesía vive una profunda experiencia espiritual que luego le será importante al iniciar su monacato.

## Tonsura en la vida monástica
El 29 de septiembre de 1935 es nombrado diácono célibe. En el año 1939 permanece durante tres meses en la ermita rumana Prodomu del Monte Athos y luego es enviado al Monasterio de Sambata de Sus, distrito de Braşov. En 1940 es oficialmente tonsurado y dos años después ordenado sacerdote, siéndole asignado el cargo de stárets del Monasterio Brancoveanu, que bajo su dirección empieza a retomar importancia entre la feligresía.

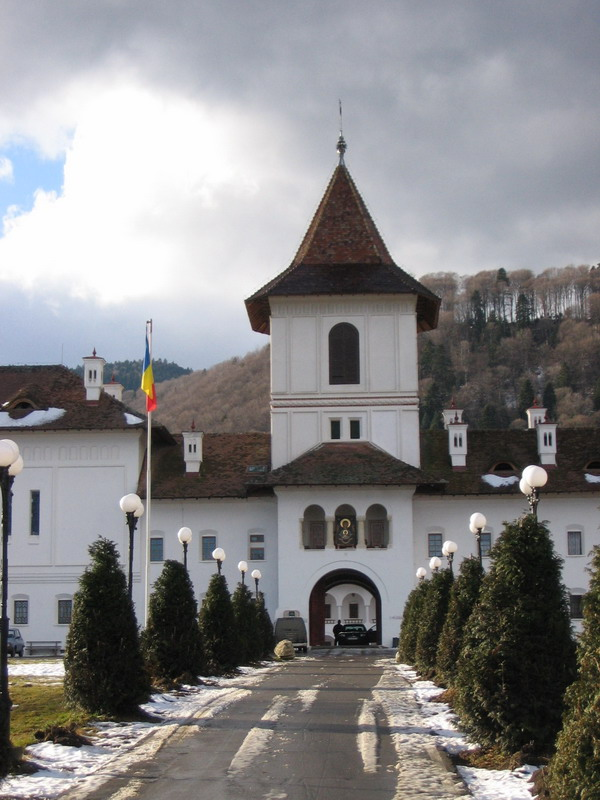
Monasterio Brancoveanu de Sambata de Sus, en donde fue stárets el P. Arsenie Boca

Así, en sus primeros años como stárets da vida al llamado "movimiento de resurrección espiritual". Esto le gana una enorme reputación como "Padre Espiritual", iniciando una continua comunicación con el también stárets Cleopa Ilie, que se ve interrumpida cuando la Securitate confisca las cartas enviadas. En el invierno del año 1944, el profesor Nichifor Crainic verifica en el Monasterio Sambata de Sus, la traducción hecha por el stárets Boca y Serafim Popescu de la Filocalia; en la primera versión que vio la luz durante el régimen comunista, el nombre de Arsenie Boca no es mencionado intencionalmente. Esto no impide que Dumitru Staniloae, con quien trabajó extensamente la traducción de la Filocalia, lo nombre simbólicamente como "fundador de la Filocalia rumana".

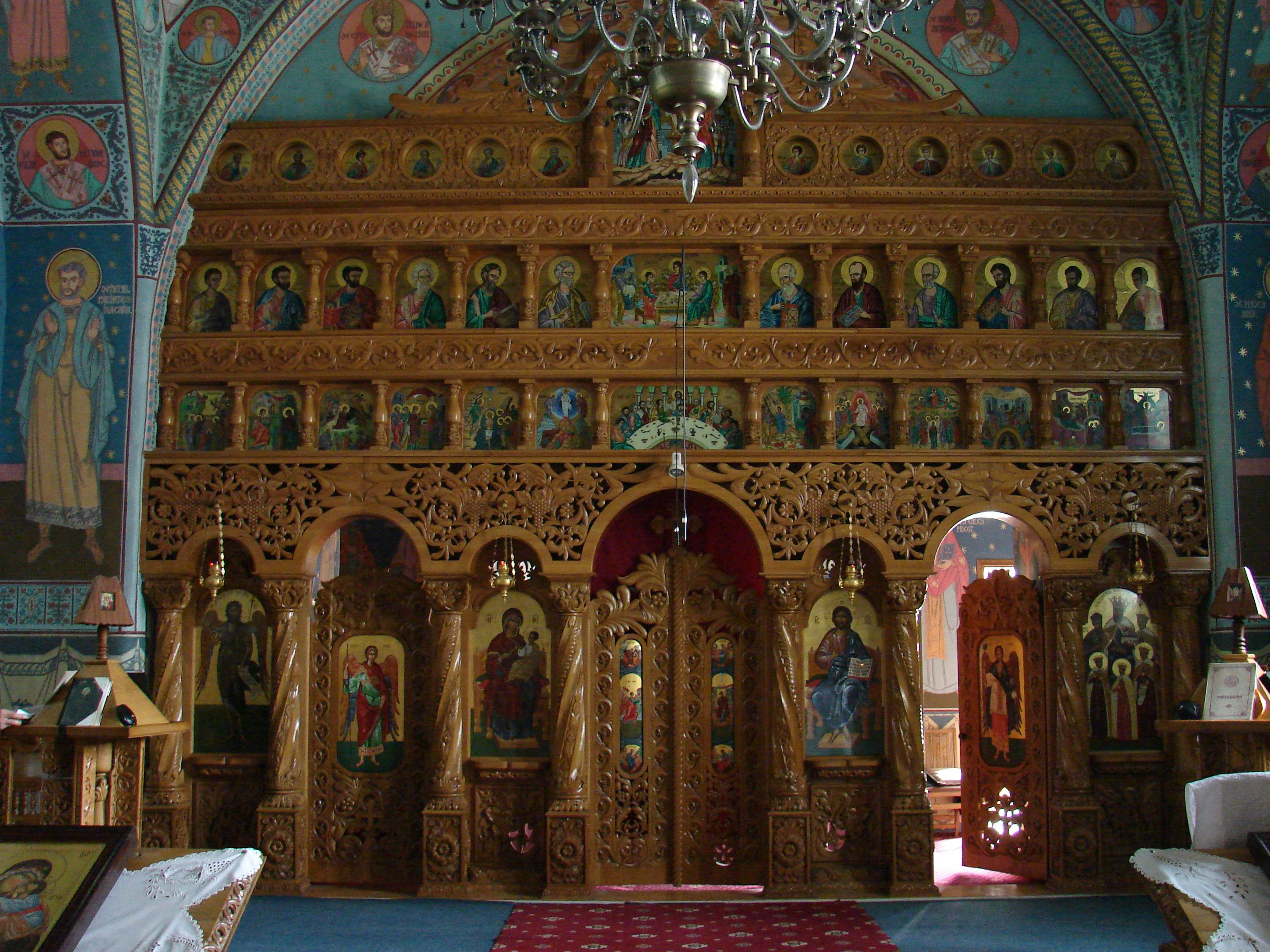
Iconostasis del Monasterio Brancoveanu

## Años difíciles y deceso
Durante los años de ocupación de Rumanía por parte de la armada soviética, es arrestado por primera vez en Ramnicu Valcea, el 17 de julio de 1945, enviado a Bucarest y liberado trece días después, por ausencia de cargos. Un año más tarde, el 14 de mayo de 1948, es arrestado nuevamente, sindicado de ayudar con alimentos a milicianos anticomunistas de los Montes Fagaras. Como una forma de escarmiento público debido a su notoriedad, es retenido un mes y medio, tiempo en el cual es sometido a continuos interrogatorios sobre sus actividades. Probablemente por este motivo, el Metropolita Nicolae Balan lo transfiere al Monasterio Prislop en noviembre de 1948. Ahí es nombrado stárets, ejerciendo ahí como "Padre Espiritual", con interrupciones en los períodos en los que fue nuevamente arrestado (1950, 1951, 1953, 1955 y 1956). En 1959, autoridades del régimen comunista empiezan a dispersar la comunidad del Monasterio, sometiendo al P. Arsenie a más detenciones, y prohibiéndole ejercer su actividad sacerdotal. De esta forma, es acusado falsamente de irregularidades financieras en la conducción del monasterio. (En 1998 esa resolución fue derogada "post mortem"). Siguiendo una forma de exilio en Bucarest, se mantiene en adelante al margen de cualquier actividad o manifestación pública religiosa. Aún con sus dos licenciaturas, una en Bellas Artes y otra en Teología, no logra trabajar sino como pintor interior de iglesias, hasta que es jubilado en 1968. Permanentemente vigilado por la Securitate, se retira a la localidad de Sinaia en donde además de su celda monacal también rehace su pequeño taller de pintura y se dedica a diseñar la iconografía de la iglesia de Draganescu, trabajo que termina en 1984. 
Fallece el 28 de noviembre de 1989, a la edad de 79 años. Es enterrado, según lo que en vida había pedido, en el Monasterio Prislop, el 4 de diciembre de 1989.

## Obra
- Boca, Arsenie. Cărarea împărăţiei. (Camino al Reino). Editura Episcopiei Ortodoxe Romane a Aradului, 1995.
- Boca, Arsenie. Lupta duhovnicească. (Lucha espiritual). Editura Agaton, Fagaras, 2009.
- Boca, Arsenie. Trepte spre vieţuirea în monahism.(Pasos para la vida monástica) Editura Teognost, Cluj-Napoca, 2003.